# Garfield a přátelé
Garfield a přátelé (v anglickém originále Garfield and Friends) je animovaný televizní seriál pro děti z produkce americké televize CBS. Ta pořídila celkem sedm řad seriálu. Z nich byly v Česku uvedeny Českou televizí pouze dvě řady.[zdroj?]

## Obsah seriálu
Každý díl seriálu se skládá ze čtyř částí:
- Garfield
- Garfieldova rychlovka
- Seldova farma
- Garfield

## Postavy
- Garfield, kocour (český dabing: Vladimír Čech)
- Odie, pes
- Jon, Garfieldův majitel (český dabing: David Prachař)
- Nezmar (Nermal)

### Postavy z farmy
- vepř Selda (Orson Pig)
- kačer Čvachta (Duck Wade)
- kohout Rik (Roy Rooster)
- Bé (Bo)
- Lanolína (Lanoolin)